# Harrach

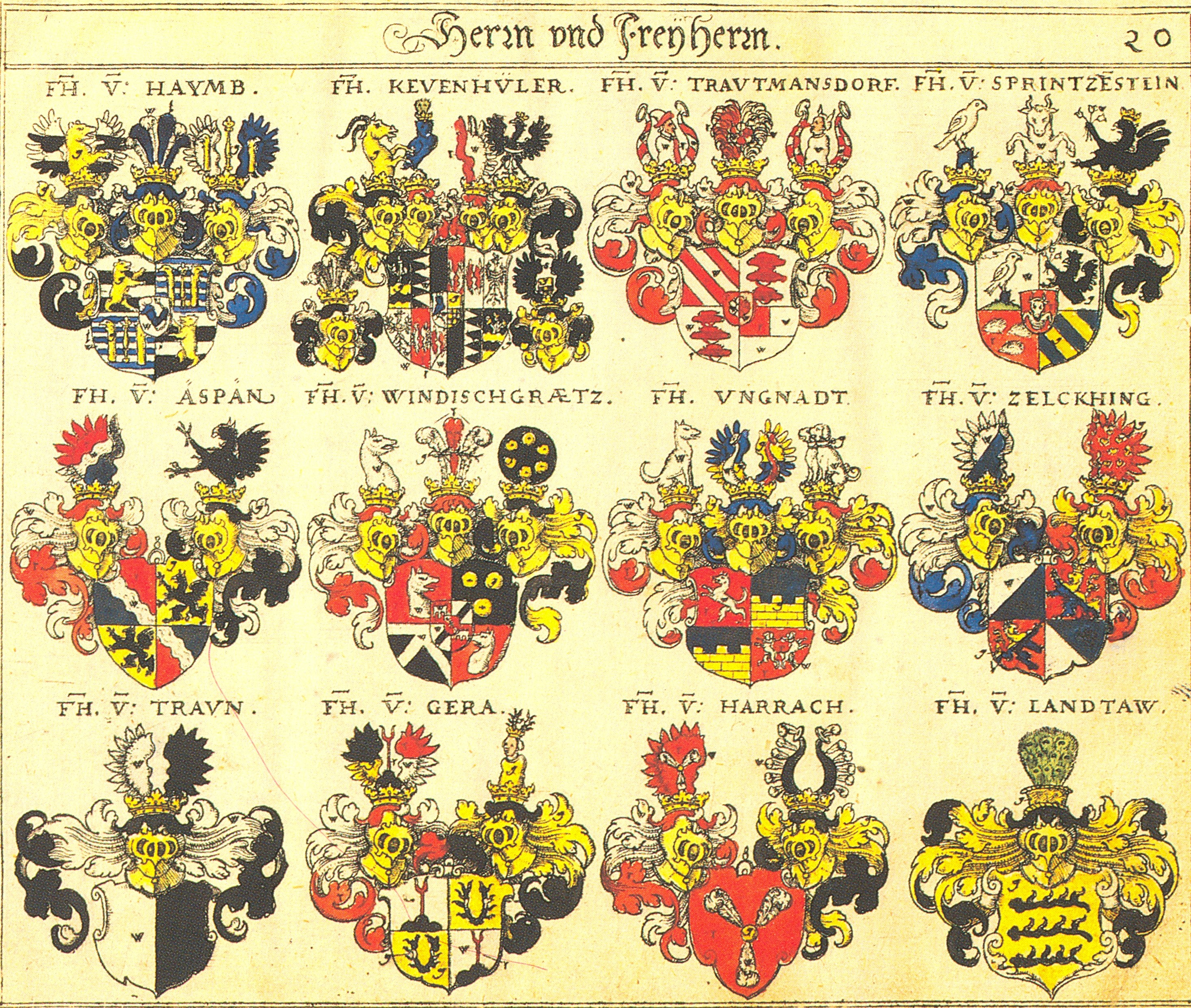
Herb rodowy Harrach w herbarzu J. Siebmachera, 1605 - drugi z prawej, dolny rząd

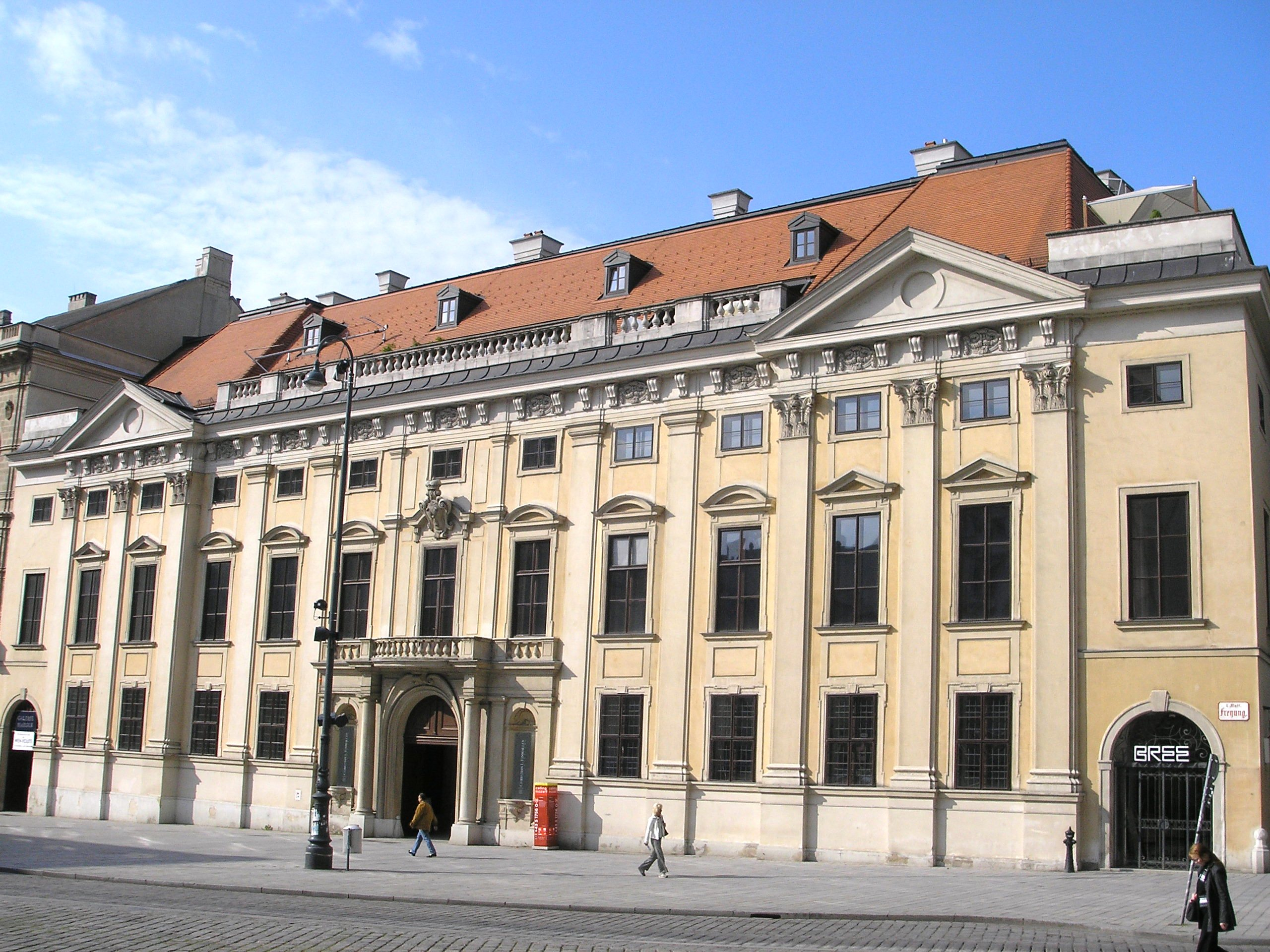
Pałac Harrach w Wiedniu, przy Freyung

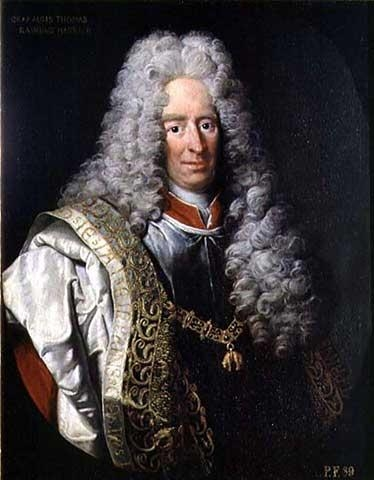
Aloys Thomas Raimund von Harrach

Harrach – ród szlachecki wywodzący się z Dolnej Austrii. Wydał wielu wybitnych polityków, duchownych i wojskowych. Pałac Harrach w Wiedniu przy Freyung był w posiadaniu rodziny do roku 1975, kiedy został sprzedany państwu.

## Znani członkowie rodu
- hr. Aloys Thomas Raimund von Harrach (1669-1742), austriacki dyplomata.
- hrabina Augusta von Harrach (1800-1873), księżna legnicka, druga żona Fryderyka Wilhelma III, króla Prus.
- Ernst Adalbert von Harrach (1598-1667), arcybiskup Pragi i kardynał.
- Ferdinand Bonaventura von Harrach (1637-1706) dyplomata, jego synem był Aloys Thomas Raimund von Harrach
- hr. Ferdinand Harrach (1832-1915), pochodzący ze Śląska malarz historyczny i portrecista
- Franz Harrach (1870-1937), adiutant arcyksięcia Franciszka Ferdynanda d'Este m.in. podczas zamach w Sarajewie.
- hr. Franz Anton von Harrach, biskup Wiednia i arcybiskup Salzburga.
- hr. Fryderyk August von Harrach-Rohran syn Aloysa Thomasa; namiestnik Niderlandów Austriackich w latach 1741-44.
- Gabor Harrach, producent filmowy żyjący w Nowym Jorku.
- Jan Nepomuk hrabia Harrach, 1828-1909, polityk czeski
- Johann Philipp von Harrach, polityk austriacki z XVIII wieku.
- hr. Karl Borromäus Harrach
- Karl von Harrach (1570-1628), doradca cesarza Ferdynanda II.
- Lubomir Harrach, słowacki minister gospodarki.
- Péter Harrach, węgierski minister 1998-2002.